# إبعاد اليونانيين العثمانيين 1914

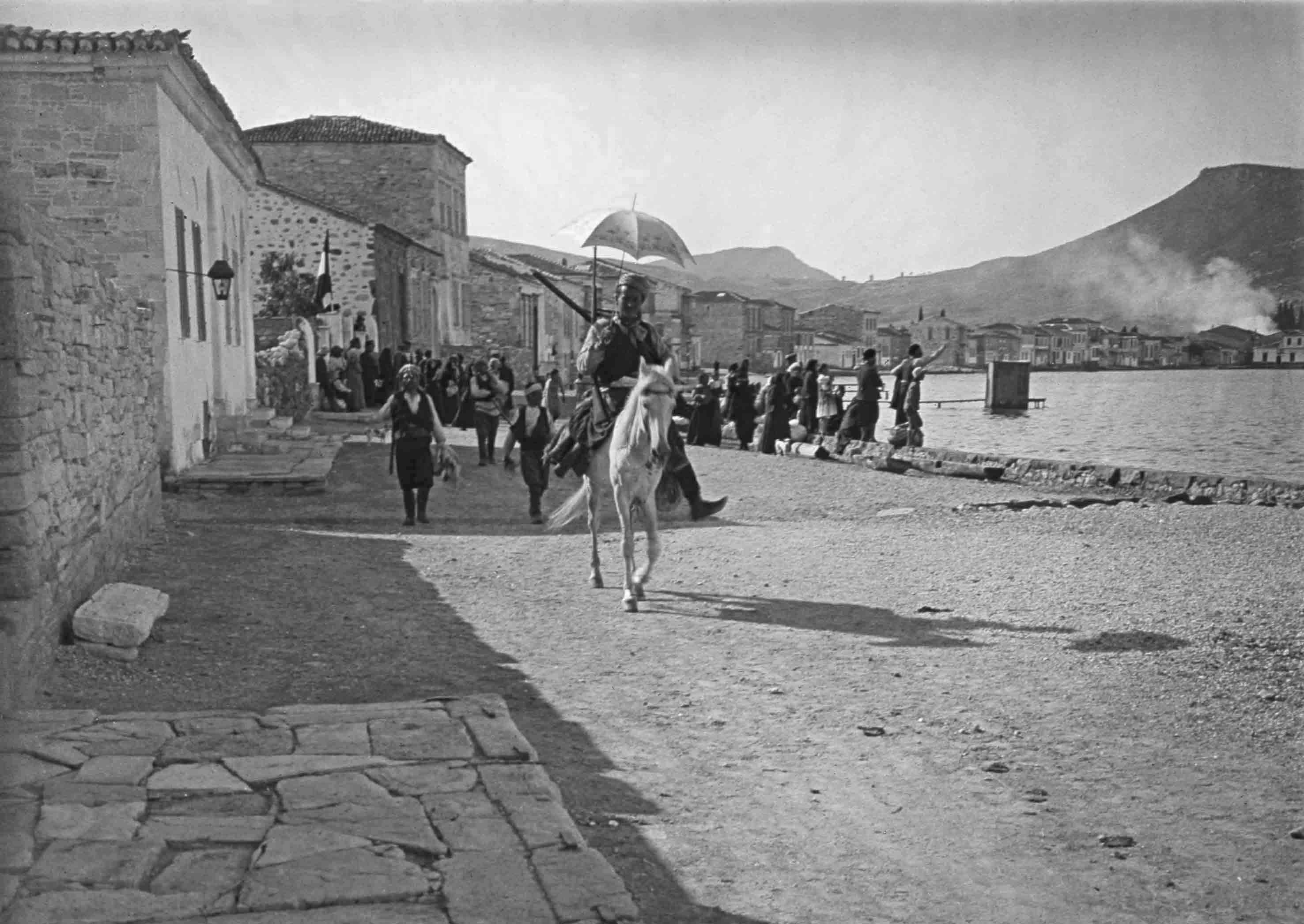
سيتس (اللصوص الأتراك / المسلمون) يسيرون بالمنهوبات في فوجا (فوتشا الحالية في تركيا) في 13 يونيو 1914. في الخلفية يوجد لاجئون يونانيون ومبان محترقة.

كانت عمليات ترحيل اليونانيين عام 1914 عبارة عن طرد قسري لحوالي 150,000 إلى 300,000 يوناني عثماني من تراقيا الشرقية وساحل بحر إيجة في الأناضول من قبل جمعية الاتحاد والترقي والتي بلغت ذروتها في مايو ويونيو 1914. لقد كادت عمليات الترحيل أن تتسبب في حرب بين اليونان والدولة العثمانية، كما كانت مقدمة للإبادة الجماعية للأرمن.

## الخلفية
في أعقاب ضم اليونان لجزيرة كريت عام 1909، ظهرت حركة المقاطعة العثمانية والتي استهدفت في البداية مواطني اليونان ولكنها أثرت أيضًا على اليونانيين العثمانيين الحاصلين على الجنسية اليونانية وكذلك في النهاية جميع اليونانيين العثمانيين. سرعان ما أُبلغَ عن أعمال عنف ونهب. كان الهدف من المقاطعة هو جعل حياة اليونانيين مستحيلة في الأناضول، بالإضافة إلى إزالة المسيحيين من الاقتصاد لإنشاء اقتصاد وطني يهيمن عليه الأتراك المسلمون. كان يُنظر إلى هذه الطبقة الاقتصادية الجديدة على أنها أكثر ولاءً للدولة، ليس فقط بسبب خصائصها الإثنية - الدينية ولكن لأنها تدين بمكانتها لإزالة المنافسة من قبل الدولة. دمرت المقاطعة العديد من اليونانيين العثمانيين اقتصاديًا لكنهم كانوا مترددين في المغادرة. غادر البعض مؤقتًا وعادوا عندما خمدت المقاطعة. وعقب حروب البلقان تزايدت المقاطعة ونظمها الحزب الحاكم، جمعية الاتحاد والترقي. المؤرخ ماتياس بيورنلوند يرى الترحيل اليوناني على أنه «امتداد لسياسة المقاطعة الاقتصادية والثقافية».
تسببت حرب البلقان الأولى عام 1912 في خسارة كل أراضي الدولة في القارة الأوروبية تقريبًا وكذلك في الطرد الجماعي للمسلمين من البلقان؛ فر حوالي 350,000 إلى 400,000 مسلم إلى الدولة العثمانية بين عام 1912 ودخول العثمانيين الحرب العالمية الأولى. كان المجتمع الإسلامي العثماني غاضبًا من الفظائع التي ارتكبت ضد مسلمي البلقان، مما زاد من حدة المشاعر المعادية للمسيحيين وأدى إلى الرغبة في الانتقام. تحدث المؤرخ المعاصر أرنولد توينبي، في كتابه السؤال الغربي في اليونان وتركيا عام 1922، عن أوجه التشابه بين طرد اليونانيين العثمانيين وطرد مسلمي البلقان، قائلًا: «لقد شهدت حرب البلقان حصاد ضحيتين: أولًا، الأتراك الروميليون من جهة، و... اليونانيون الأناضوليون من جهة أخرى». وخلال حرب البلقان الثانية في عام 1913، استولت اليونان على جزر خيوس ولسبوس وليمنوس المأهولة بالسكان اليونانيين بالقرب من ساحل الأناضول. سمحت القوى الأوروبية لليونان بالاحتفاظ بالجزر رغم الاحتجاجات العثمانية بسبب تهديدها البر الرئيسي، حيث كانت تقع بجوار المناطق التي يعيش فيها العديد من اليونانيين العثمانيين.
في يناير 1913، نفذت جمعية الاتحاد والترقي انقلابًا آخرًا، وأقامت دولة الحزب الواحد، وقمعت بشدة جميع الأعداء الداخليين الحقيقيين أو المفترضين. وبعد انقلاب عام 1913، صعدت جمعية الاتحاد والترقي من العنف ضد اليونانيين والأرمن واتبعت سياسة تغيير التوازن الديموغرافي للمناطق الحدودية من خلال إعادة توطين المهاجرين المسلمين مع إجبار المسيحيين على المغادرة. وُعد المهاجرون بممتلكات كانت مملوكة للمسيحيين.  ونتيجةً للحرب، أصبحت القومية الإسلامية / التركية أقوى تيار أيديولوجي في ما تبقى من الدولة العثمانية. رُحّل اليونانيون «من خلال [هذه] الإيديولوجية السياسية الإقصائية جذريًا». لقد كان هناك مصدر قلق آخر وهو تركز السكان الذين شكك حزب الاتحاد والترقي في ولائهم في موقع مهم استراتيجيًا.

## تراقيا الشرقية
عندما أعادت الدولة العثمانية احتلال أجزاءٍ من تراقيا الشرقية خلال حرب البلقان الثانية في منتصف عام 1913، تعرض اليونانيون المحليون والأرمن للنهب والترهيب خاصة في مالكرا ورودوستو. وابتداءً من مارس 1914، بدأت المنظمة الخاصة في تركيا بمهاجمة القرى اليونانية بشكل منهجي، وتجنيد الرجال في كتائب عمالية وإجبار السكان الآخرين على المغادرة؛ صُودرَت الأعمال التجارية المملوكة لليونان وسُلّمت للمسلمين. كان الهدف هو إقناع أو إجبار اليونانيين على المغادرة، في حالة عدم تمكنهم من ذلك، من خلال منعهم من الوصول إلى أراضيهم الزراعية، وفرض ضرائب عالية بشكل غير متناسب، والمصادرة، والتجنيد الإجباري، والقتل. سيطرت الحكومة العثمانية على الشركات التي يجب أن تطرد العمال المسيحيين ودفعت عبور جميع المهاجرين إلى اليونان.

## الأناضول الغربية
يعتقد القنصل الدنماركي ألفريد فان دير زي أنه بسبب الكثافة السكانية المنخفضة نسبيًا في المنطقة، فقد كان من الممكن إعادة توطين اللاجئين المسلمين دون طرد السكان اليونانيين. قال زعيم التنظيم الخاص Eşref Sencer Kuşçubaşı [الإنجليزية] إن الحركة السكانية كانت منظمة من قبل الدولة، وأن أنور باشا في فبراير من عام 1914 أصر على التخلص من السكان غير المسلمين بسبب عدم ولائهم المتصور - وقد اعتُبر مثل هذا الإجراء ضروريًا للحفاظ على الدولة. كتب القنصل الروسي أندرو د. كالميكو أن طلعت بك، الذي عُرف فيما بعد باسم طلعت باشا، قال له «لا يمكن لليونانيين البقاء. إنهم مجبرون على المغادرة. يجب أن يذهبوا». صرح خليل منتشي أن «طلعت بك اقترح تطهير البلاد من تلك العناصر التي يُنظر إليها على أنها قادرة على خيانة الدولة».

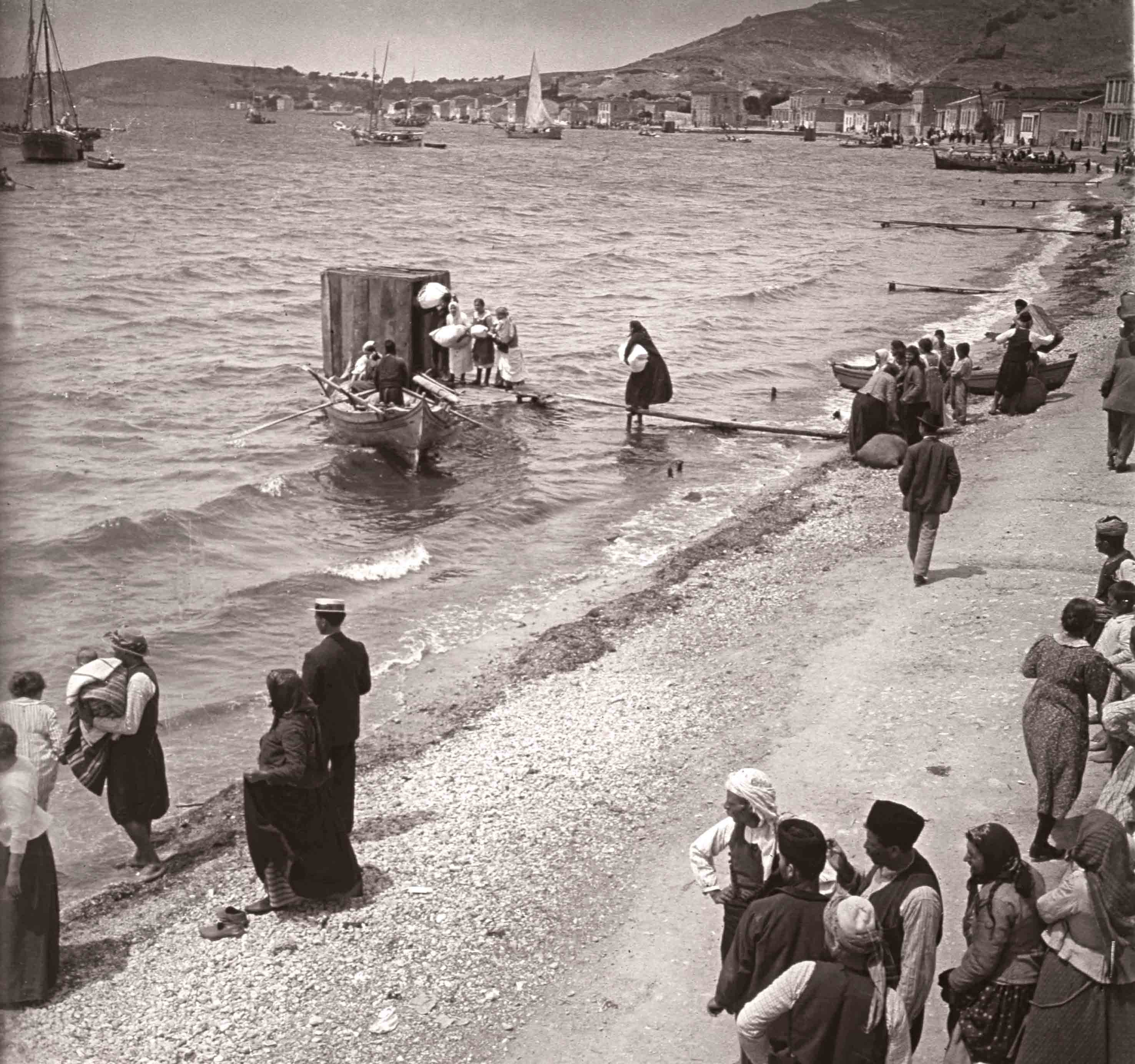
أجبرت امرأة يونانية عثمانية على مغادرة فوجا، 13 يونيو 1914

بدأت الهجمات على اليونانيين في مارس وأبريل عام 1913، مثلما تشهد على ذلك العديد من الشكاوى التي أرسلتها البطريركية المسكونية إلى السلطات العثمانية، بالنهب والاستيلاء على الممتلكات والاعتقال التعسفي والطرد. راقبت الحكومة العملية عن كثب، وجمعت المعلومات عن القرى التي ستُطهّر وخططت لإعادة توطين المسلمين هناك. ومع ذلك، فقد حافظت على إمكانية الإنكار المعقول من خلال استخدام نظام مزدوج المسار - عبر إرسال أوامر تجريم عبر قنوات غير رسمية - وإنكار المسؤولية عن الهجمات التي تلت ذلك. أمرت الحكومة بحراسة القرى الفارغة لمنع النهب حتى يمكن تخصيص ممتلكات اليونانيين للمستفيدين المقصودين، والمهاجرين المسلمين لإعادة توطينهم هناك.
كانت مذبحة فوكايا واحدةً من أشد الهجمات في غرب الأناضول ابتداءً من 12 يونيو. أُجبر عدة آلاف من اليونانيين على الفرار بعد التدمير والنهب المنهجي لمدينتهم من قبل قوات باشبوزق غير النظامية. قبل هذا الهجوم، هرب العديد من اليونانيين من جميع أنحاء Çakmaklı ، Aliağa إلى فوجا بينما هاجر آخرون إلى بارثيني. تعرض هؤلاء من المناطق الداخلية مثل كوزبيلي وجرينكوي وسوغوتجوك للتهديد وفروا أيضًا إلى فوجا. تسبب هذا التركيز من اللاجئين، الذي تجاوز قدرة الميناء، إلى تطويق القرية وزيادة حدة العنف أكثر من أي مكان آخر في غرب الأناضول. قدرت القنصلية الأمريكية في سالونيكا مقتل ما يقرب من 500 إلى 600 شخص في المنطقة الأوسع حول سميرنا.
في بعض الحالات، نُسّقت الحملات العنيفة ضد اليونان مباشرةً مع وصول اللاجئين المسلمين، الذين كُلّفوا بطرد السكان اليونانيين والاستيلاء على ممتلكاتهم. هرب عشرات الآلاف من اليونانيين إلى جزر بحر إيجة القريبة، غالبًا في نفس القوارب التي جلبت اللاجئين المسلمين. في أغلب الأحيان لم ينخرط اليونانيون في مقاومة مسلحة، ولكن دافع بعض اليونانيين في ساراكوي عن أنفسهم حتى نفدت ذخيرتهم وقتلوا. تمكن عدد قليل فقط من الفرار إلى مينمين القريبة، وهي بلدة كبيرة جدًا بحيث لا يستطيع غير النظاميين مهاجمتها. نسق الرئيس التركي اللاحق جلال بايار عملية الطرد. تدهور الاقتصاد المحلي ومستوى المعيشة بدرجة كبيرة، حيث كان معظم المهاجرين من الفلاحين الذين يفتقرون إلى المهارات اللازمة لزراعة المحاصيل المحلية والذين أيضًا نهبوا الكثير من الممتلكات أو دمرت علي يدهم.

## السياسات الدولية
في 29 سبتمبر 1913 و14 أكتوبر 1913 و14 نوفمبر 1913، أبرمت الدولة العثمانية اتفاقيات بشأن التبادل السكاني الطوعي مع بلغاريا وصربيا واليونان على التوالي. واستنادًا إلى المفاوضات التي جرت في مايو بين إلفثيريوس فينيزيلوس غالب كمال بك  [galip kemali söylemezoğlu]، وُقّعت اتفاقية في 1 يوليو 1914 «بشأن التبادل الطوعي المتبادل للأتراك في مقدونيا مع اليونانيين في مقاطعات تراقيا الشرقية ومقدونيا». لم يُصدّق على هذه الاتفاقية. مضت الحكومة العثمانية قدمًا في طرد المواطنين المسيحيين دون انتظار الاتفاقيات الدولية أو المفاوضات.
حاولت السلطات العثمانية الحفاظ على السرية حول العملية، ودرء الغضب الدولي عن طريق تحميل المسؤولية لجمعية الاتحاد والترقي عن تنظيم الحملة. صرح أكجام أنه «تم بذل أقصى جهد لتأسيس انطباع بأن أيًا من هذه الأعمال التي قام بها عملاء جمعية الاتحاد والترقي لم تكن مرتبطة بالدولة على الإطلاق». كان على المهاجرين التوقيع على أوراق تؤكد أنهم غادروا طوعًا ورغبتهم في ملكية المؤسسات العثمانية لممتلكاتهم. أفاد القناصل الأجانب، على عكس النفي العثماني، أن حملة الإرهاب والطرد كانت ممنهجة ومنسقة من قبل الحكومة العثمانية، مشيرين إلى أن الدرك الرسمي هم الذين نفذوا الهجمات في بعض الحالات. ذكرت السفارة العثمانية في باريس أن المعلومات المتعلقة بالحملة المعادية لليونان كانت تضر بالدولة في الرأي العام الأوروبي، واقترحت وقف الهجمات على الفور إذا كانت التقارير صحيحة.
حاولت السلطات العثمانية الاستفادة من تهديد التطهير العرقي للضغط على اليونان من التخلي عن مطالباتها بالجزر التي استولت عليها خلال حرب البلقان الثانية. اعتقد العديد من المراقبين في ذلك الوقت أن الاضطهاد سيؤدي إلى حرب بين اليونان والدولة العثمانية. صرح فينيزيلوس بأن اليونان ستبقى على الحياد في الحرب العالمية الأولى إذا لم يُرحّل اليونانيون العثمانيون وإذا لم تهاجم الدولة العثمانية الجزر اليونانية في بحر إيجه. وافقت جمعية الاتحاد والترقي على ذلك وأوقفت حملة التطهير العرقي. في 2 نوفمبر 1914، أعلن طلعت النهاية الرسمية للسياسة، حيث توصل إلى تفاهم مع ألمانيا، التي لا تريد أن تنضم اليونان إلى قوات الوفاق. ذكرت هذه البرقية أنه لن يتم التسامح مع أي هجمات أخرى على اليونانيين.

## إجمالي عدد الأشخاص الذين تم ترحيلهم
العدد الإجمالي لليونانيين المطرودين من الدولة العثمانية غير معروف على وجه اليقين. يُقدر المؤرخ تانر أكجام العدد بـ«ما يقرب من 300,000»، بينما كتب بيورنلوند أن «حوالي 150 إلى 200 ألف يوناني عثماني» غادروا إما قسرًا أو بعد تهديدهم بالعنف. يقدر فاسيليوس ميتشانيتسيديس أنه تم ترحيل 115,000 شخص على الأقل من تراقيا الشرقية إلى اليونان، و 85,000 من شرق تراقيا إلى وسط الأناضول، و150،000 آخرين من غرب الأناضول إلى اليونان. 

## الصلة بالإبادة الجماعية للأرمن
في مذكراته، ذكر سفير الولايات المتحدة هنري مورغنثاو الأب أن «الأتراك طردوا اليونانيين بنجاح لدرجة أنهم قرروا تطبيق نفس الأسلوب على جميع الأعراق الأخرى في الإمبراطورية». في 6 يوليو 1914، أثار التائب اليوناني العثماني عمانويل عمانويليديس مسألة الترحيل في البرلمان العثماني. أوضح طلعت أن المهاجرين المسلمين أعيد توطينهم في القرى المهجورة لأنهم كانوا سيموتون إذا أرسلوا إلى صحراء سوريا والعراق - وهو المكان الذي أُرسل فيه الأرمن المرحّلون بعد عام واحد. كتب المؤرخ هانز لوكاس كيسير أن النجاح الذي حققه «رجال جمعية الاتحاد والترقي ... فاق كل التوقعات» و«يمكنهم تذوق انتصار ساحق تحقق في حرب سرية على طول الخطوط العرقية والدينية المحلية». يقول بيورنلوند أن «النجاح» المتصور لترحيل اليونانيين «يعني أن الإجراءات الأكثر راديكالية يمكن اعتبارها ليست ممكنة فحسب، بل امتدادًا آخر لسياسة الهندسة الاجتماعية من خلال التتريك». تقول المؤرخة تيسا هوفمان أن «عمليات الترحيل في تراقيا الشرقية تظهر كنموذج أولي لجميع عمليات الترحيل اللاحقة للمسيحيين».
شارك العديد من عملاء جمعية الاتحاد والترقي، بما في ذلك شكرو كايا وناظم بك ومحمد رشيد، في كلا الاضطهادين. يصف أكجام الترحيل اليوناني بأنه «محاكمة تجريبية للإبادة الجماعية للأرمن». كما أشار إلى أن العمليتين كانتا «ظاهريًا تحت المظلة القانونية للسياسة السكانية العثمانية»، ومع ذلك فقد «تم تنفيذ خطة غير رسمية من قبل منظمة الظل التي هاجمت وأرهبت المسيحيين العثمانيين». يقول بيورنلوند أن «ردود الفعل الرسمية على أحداث عام 1914 تشير إلى جوانب» لإنكار الإبادة الجماعية للأرمن على النحو الذي طورته جمعية الاتحاد والترقي وهو أمر مستمر حتى يومنا هذا: «الادعاء بأن الحكومة، عندما يتعلق الأمر بعمليات القتل والاضطهاد، لا سيطرة للمسؤولين المحليين أو العصابات القتلة المحددة، ومحاولات تطبيق السيطرة على الضرر من خلال التستر، وتحويل اللوم، والدعاية». ألقى طلعت باللوم في جميع التجاوزات على حكومة رحمي بك المحلية، بينما زعمت الحكومة العثمانية أن 1000 يوناني فقط قد غادروا، ضد إرادة السلطات، وأن «الحوادث» سببها اليونانيين والعناصر العثمانية المارقة. حدثت عمليات ترحيل رئيسية ليونانييو الأناضول من الساحل إلى الداخل خلال الحرب العالمية الأولى من عام 1915 لاعتقادهم أنهم كانوا طابورًا خامسًا، معوأنهم لم يتعرضوا للقتل المنظم مثل الأرمن.